# Lijst van rijksmonumenten in de Wijk
De plaats de Wijk telt 29 inschrijvingen in het rijksmonumentenregister. Hieronder een overzicht. 
| Object                                                                                             | Oorspronkelijke functie?  | Bouwjaar                                     | Architect | Locatie                       | Coördinaten?                  | Nr.?   | Afbeelding                                                       |
| -------------------------------------------------------------------------------------------------- | ------------------------- | -------------------------------------------- | --------- | ----------------------------- | ----------------------------- | ------ | ---------------------------------------------------------------- |
| De Wieker Meule                                                                                    | Industrie- en poldermolen | 1829 1980 (rest.)                            |           | Dorpsstraat 65                | 52° 40' 22" NB, 6° 17' 14" OL | 39657  | Meer afbeeldingen                                                |
| Voorhuis van voormalige boerderij                                                                  | Boerderij                 | 1800-1850                                    |           | Commissieweg 40               | 52° 40' 13" NB, 6° 20' 8" OL  | 39658  | Meer afbeeldingen                                                |
| Voorm. grutterij                                                                                   | Woonhuis                  | mog. 18e eeuw (kern)                         |           | Prof. Blinkweg 5              | 52° 40' 21" NB, 6° 16' 56" OL | 39659  | Meer afbeeldingen                                                |
| Daglonershuisje met houten staldeel onder pannengedekt schilddak                                   | Woonhuis                  | ca. 1890                                     |           | Stapelerweg 12                | 52° 39' 52" NB, 6° 19' 56" OL | 47037  | Daglonershuisje met houten staldeel onder pannengedekt schilddak |
| Boerderij in ambachtelijk-traditionele stijl met aangebouwde staart en ouderwoning                 | Boerderij                 | ca. 1860 ca. 1890 (ouderwoning)              |           | Stapelerweg 21                | 52° 39' 52" NB, 6° 19' 59" OL | 507394 | Meer afbeeldingen                                                |
| Boerderij in eclectische stijl met dwarsgebouwd voorhuis, achterhuis, schuur en aangebouwde schuur | Boerderij                 | 1905                                         |           | Commissieweg 7                | 52° 40' 24" NB, 6° 18' 4" OL  | 507395 | Meer afbeeldingen                                                |
| Dickninge, dubbele dienstwoning                                                                    | Bijgebouwen kastelen enz. | ca. 1885 1996 (schuur)                       |           | Schiphorsterweg 44-46         | 52° 40' 11" NB, 6° 16' 29" OL | 507397 | Upload foto                                                      |
| Dickninge, hoofdgebouw                                                                             | Kasteel, buitenplaats     | 1813 ca. 1860 (serre)                        |           | Schiphorsterweg 40            | 52° 40' 5" NB, 6° 16' 27" OL  | 513964 | Meer afbeeldingen                                                |
| Dickninge, toegangshek                                                                             | Erfscheiding              | 1817                                         |           | bij Schiphorsterweg 38 t/m 46 | 52° 40' 23" NB, 6° 16' 21" OL | 513968 | Upload foto                                                      |
| Dickninge, houten hek                                                                              | Erfscheiding              | oorspr. 19e eeuw                             |           | bij Schiphorsterweg 44-46     | 52° 40' 11" NB, 6° 16' 27" OL | 513969 | Meer afbeeldingen                                                |
| Dickninge, toegangsbrug                                                                            | Tuin, park en plantsoen   | ca. 1867                                     |           | bij Schiphorsterweg 44-46     | 52° 40' 12" NB, 6° 16' 25" OL | 513970 | Meer afbeeldingen                                                |
| Dickninge, dubbele dienstwoning                                                                    | Bijgebouwen kastelen enz. | ca. 1885 1996 (schuur)                       |           | Schiphorsterweg 44-46         | 52° 40' 11" NB, 6° 16' 29" OL | 513971 | Upload foto                                                      |
| Dickninge, boerderij annex koetshuis (Het Bouwhuis)                                                | Bijgebouwen kastelen enz. | vroege 19e eeuw                              |           | Schiphorsterweg 42            | 52° 40' 6" NB, 6° 16' 31" OL  | 513972 | Meer afbeeldingen                                                |
| Dickninge, ijskelder                                                                               | Tuin, park en plantsoen   | middeleeuwen 1813 (verb. tot ijskelder)      |           | bij Schiphorsterweg 40-42     | 52° 40' 4" NB, 6° 16' 31" OL  | 513973 | Upload foto                                                      |
| Dickninge, moestuinmuur                                                                            | Tuin, park en plantsoen   | vroege 19e eeuw                              |           | bij Schiphorsterweg 42        | 52° 40' 7" NB, 6° 16' 33" OL  | 513974 | Upload foto                                                      |
| Dickninge, zonnewijzersokkel                                                                       | Tuin, park en plantsoen   | 19e eeuw                                     |           | bij Schiphorsterweg 40        | 52° 40' 4" NB, 6° 16' 27" OL  | 513975 | Upload foto                                                      |
| Dickninge, houten brug                                                                             | Tuin, park en plantsoen   | in aanleg verm. 1800-1850                    |           | bij Schiphorsterweg 38-40     | 52° 40' 3" NB, 6° 16' 26" OL  | 513976 | Meer afbeeldingen                                                |
| Dickninge, tuinmanswoning                                                                          | Bijgebouwen kastelen enz. | 19e eeuw                                     |           | Schiphorsterweg 38            | 52° 40' 2" NB, 6° 16' 24" OL  | 513977 | Meer afbeeldingen                                                |
| Dickninge, tolwoning met tolhek                                                                    | Bijgebouwen kastelen enz. | ca. 1860                                     |           | Staphorsterweg 1              | 52° 40' 7" NB, 6° 15' 60" OL  | 513978 | Meer afbeeldingen                                                |
| Dickninge, houten stuw                                                                             | Tuin, park en plantsoen   | 1458 of eerder (eerste vermelding stuwrecht) |           | bij Schiphorsterweg 38-40     | 52° 39' 60" NB, 6° 16' 28" OL | 520597 | Meer afbeeldingen                                                |
| Huis Voorwijk                                                                                      | Kasteel, buitenplaats     | 1791-'91                                     |           | Dorpsstraat 4                 | 52° 40' 19" NB, 6° 16' 43" OL | 529556 | Meer afbeeldingen                                                |
| Voorwijk, tuin- en parkaanleg                                                                      | Tuin, park en plantsoen   |                                              |           | Dorpsstraat bij 4             | 52° 40' 24" NB, 6° 16' 41" OL | 529557 | Meer afbeeldingen                                                |
| Voorwijk, linker bouwhuis                                                                          | Bijgebouwen kastelen enz. | 1789-1792                                    |           | Dorpsstraat bij 4             | 52° 40' 19" NB, 6° 16' 43" OL | 529558 | Upload foto                                                      |
| Voorwijk, rechter bouwhuis                                                                         | Bijgebouwen kastelen enz. | 1789-1792                                    |           | Dorpsstraat bij 4             | 52° 40' 19" NB, 6° 16' 43" OL | 529559 | Meer afbeeldingen                                                |
| Voorwijk, linker tuinmuur                                                                          | Tuin, park en plantsoen   |                                              |           | Dorpsstraat bij 4             | 52° 40' 19" NB, 6° 16' 43" OL | 529560 | Upload foto                                                      |
| Voorwijk, rechter tuinmuur                                                                         | Tuin, park en plantsoen   |                                              |           | Dorpsstraat bij 4             | 52° 40' 19" NB, 6° 16' 43" OL | 529561 | Upload foto                                                      |
| Voorwijk, twee piëdestals met vaas                                                                 | Tuin, park en plantsoen   | eind 19e eeuw                                |           | Dorpsstraat bij 4             | 52° 40' 19" NB, 6° 16' 43" OL | 529562 | Upload foto                                                      |